# Airco DH.16
O Airco DH.16 (também conhecido como  Airco de Havilland 16), foi um biplano comercial britânico de quatro lugares, projetado por Geoffrey de Havilland e produzido pela Aircraft Manufacturing Company.

## Projeto e utilização
O Airco DH.16 era uma versão redesenhada do Airco DH.9A com uma fuselagem mais larga, que acomodava uma cabine para quatro passageiros e mais o piloto numa cabine aberta. Em Março de 1919, ocorreu o primeiro voo do protótipo. Nove unidades foram construídas, sendo oito delas entregues à Aircraft Transport & Travel Limited (AT&T). A AT&T usou a primeira para voos turísticos, e em 25 de Agosto de 1919, inaugurou um serviço de transporte regular entre Londres e Paris. Uma unidade foi vendida para a River Plate Aviation Company na Argentina, para operar um serviço entre Buenos Aires e Montevideo.